# Pro-life

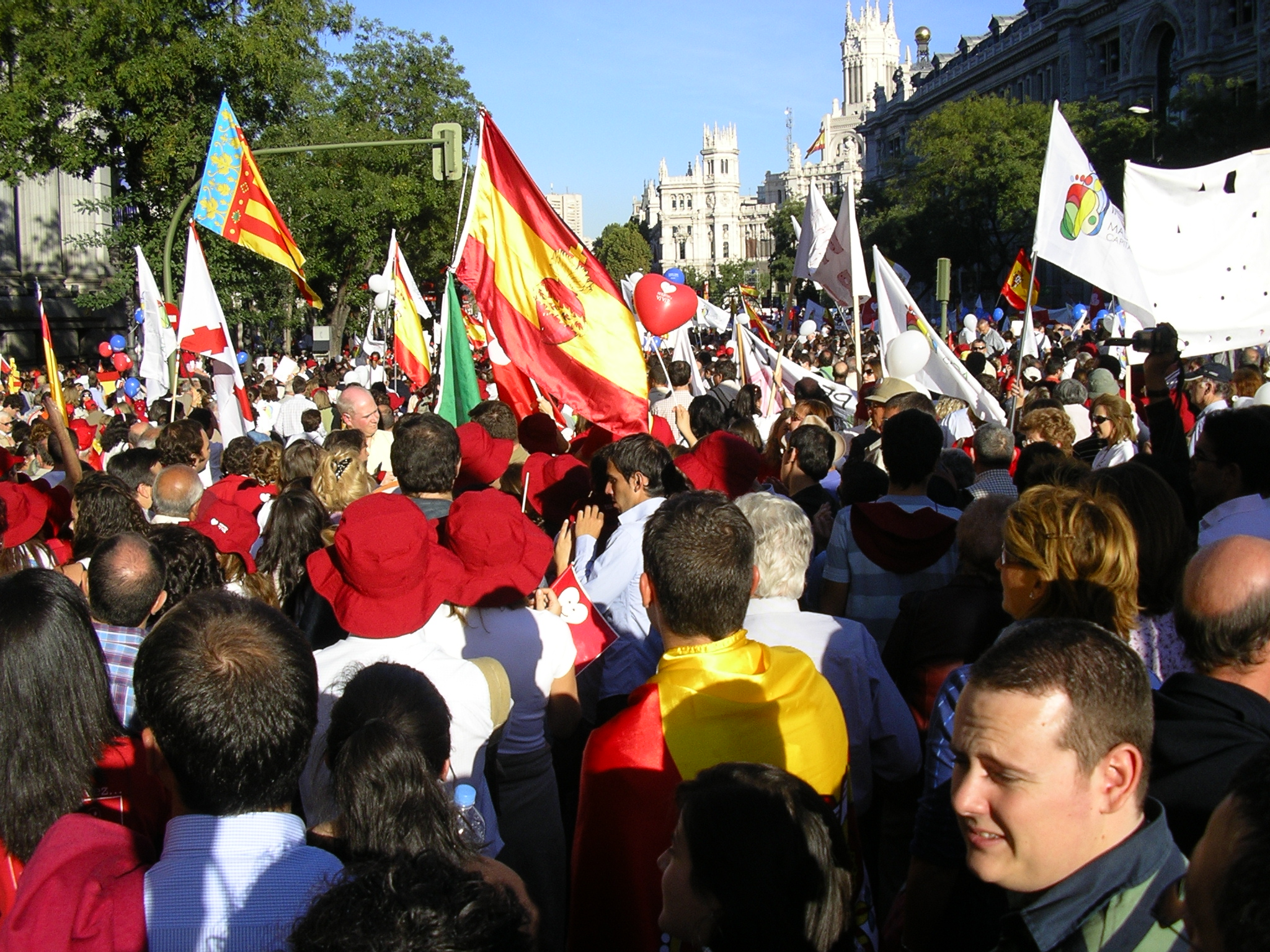
Pro-lifebetoging in Madrid op 17 oktober 2009.

De pro-life-beweging is een internationale sociale beweging die zich, onder andere, verzet tegen het uit het strafrecht halen van abortus provocatus (geïnduceerde abortus), zoals dat in een aantal westerse landen tegen het einde van de 20e eeuw gebeurde. Deze beweging is grotendeels, maar niet louter christelijk van aard en is wereldwijd actief, met een sterke aanwezigheid in de Verenigde Staten en vele andere landen zoals Spanje en Frankrijk.
Hoewel de term pro-life oorspronkelijk gebruikt werd voor de houding van mensen die bescherming nastreven van wat zij het ongeboren leven noemen, behelst hij ook andere ethische en bio-ethische kwesties, zoals euthanasie, de doodstraf en menselijk klonen. De pro-lifebeweging keert zich ook tegen verplichte sterilisatie.

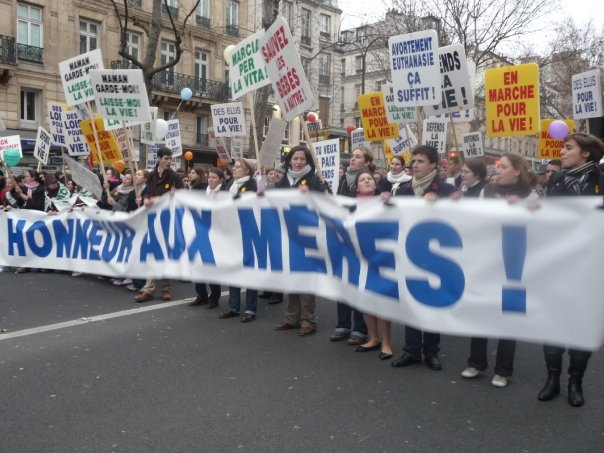
Pro-lifebetoging in Parijs op 1 februari 2009

De pro-lifebeweging houdt manifestaties in verschillende westerse landen waar het verbod op abortus uit het strafrecht werd gehaald. Vooral de Mars voor het Leven is daarbij prominent. In Washington werd de Mars voor het Leven voor het eerst in de Amerikaanse geschiedenis op 28 januari 2017 rechtstreeks toegesproken door toenmalig vicepresident Mike Pence. In Nederland is de Mars voor het Leven toegesproken door onder andere SGP-leider Kees van der Staaij en toenmalig ChristenUnie-leider Gert-Jan Segers.

## Pro-abortion of pro-choice
De tegenhanger van pro-life is pro-choice, een beweging die strijdt voor het principe ‘baas in eigen buik’ en pro-life ook wel anti-choice noemt. Sommige tegenstanders van pro-choice gebruiken hiervoor de naam pro-abortion.

## Pro-life organisaties in Nederland en België
- Schreeuw om Leven
- Pro Vita
- CLARA Life